# Call of Duty: Black Ops
Call of Duty: Black Ops (укр. «Службовий обов'язок: Таємна операція (дослівно «Чорна операція»)) — відеогра в жанрі тривимірного шутера від першої особи, розроблена американською компанією Treyarch та видана Activision (розробкою версії для Mac займається студія Aspyr Media). Гра є сьомою в серії Call of Duty. Проєкт був офіційно анонсований 30 квітня та випущений 9 листопада 2010 року для персональних комп'ютерів та домашніх приставок сьомого покоління.
У перший же день продажів було реалізовано понад 5,8 мільйона копій гри. Таким чином, гра стала найуспішнішою в історії ігрової індустрії та встановила новий світовий добовий рекорд продажів, залишивши позаду попереднього лідера — Call of Duty: Modern Warfare 2. На цей момент продажі гри перевищують 26 млн проданих копій.

## Ігровий процес
Вперше геймплей був продемонстрований 14 червня 2010 року на виставці Electronic Entertainment Expo в Лос-Анджелесі. Керівник студії Treyarch Марк Ламія (англ. Mark Lamia) пройшов частину однокористувальницької кампанії на приставці Xbox 360 під час прес-конференції на стенді компанії Microsoft, майже відразу ж відео з презентації було викладено на Youtube.
Ігровий процес багатокористувацької гри був вперше продемонстрований 9 серпня 2010 року. Ролик з нарізками з мультиплеєра був викладений на каналі YouTube. Детальніший анонс призначений на 1 вересня 2010 року.
Після демонстрації геймплея на виставці Gamescom мережевий ресурс joystiq опублікував огляд однокористувацької гри в  Call of Duty: Black Ops. Оглядач зазначив, що нова гра серії дає гравцеві все те, що він очікує від Call of Duty: вибухи, гранати, величезна кількість скриптів, і на перший погляд здається, що геймплей не змінився в порівнянні з попередніми іграми серії. Але це не так. Автор підкреслив, що криваві сцени обробляє оновлена технологія, проте студія не зациклюється на крові і не акцентує на цьому увагу. Ігровий процес виглядає дуже красиво. Хоч журналіст і грав в демо-версію, він зазначив, що те, що він побачив і пережив під час гри, дуже йому сподобалося.
1 вересня 2010 року у вигляді окремого заходу для журналістів та представників ігрових ресурсів був представлений багатокористувацький режим  Call of Duty: Black Ops. Були продемонстровані нові режими гри, списки перків, зброї, нагород за серії вбивств, COD points та інші нововведення. Запрошеним гостям так само було дозволено самим пограти в гру — акаунти були прокачані до 25 рівня і практично ніхто з гостей не зміг побачити про-версії перків, що були присутні в грі.

## Розробка та підтримка гри

### Хронологія розробки гри
На самому початку травня 2009 року з'явилися непідтверджені відомості про те, що події Call of Duty 7 розгортатимуться на Кубі, в Іраку і у В'єтнамі. ця інформація з'явилася на сайті «That VideoGame Blog», який отримав її з «надійних джерел». Стало відомо також, що розробкою гри займається Treyarch.
13 травня 2009 року з'явилася нова інформація про те, що йде розробка нової частини серії Call of Duty. Девід Кім (англ. David Kim), провідний дизайнер анімації студії Treyarch, на своїй особистій сторінці в мережі LinkedIn розмістив повідомлення про те, що працює над Call Of Duty 7: «Останнім часом я працюю над своєю другою грою на посаді старшого аніматора. Працюю над Call Of Duty 7 разом з Activision/Treyarch».
Перша офіційна згадка про вихід гри 2009 року зроблено 5 листопада 2009 року під час представлення фінансового звіту за третій квартал 2009 року. Фінансовий директор компанії Activision Томас Тіппл (англ. Thomas Tipple) заявив, що 2010 року видавець випустить і нову частину серії Call of Duty.
У грудневому номері друкованого журналу «Playstation: The Official Magazine» була присутня стаття під назвою «The Secret Games of 2010» (рос. Секретні ігри 2010 року), яка описувала великі неанонсовані гри, що готуються до виходу 2010 року. Серед цих ігор була присутня і Call of Duty 7.
11 лютого 2010 року президент і Головний виконавчий директор компанії Activision Майк Гріффіт (англ. Mike Griffith) повідомив під час прес-конференції, на якій обговорювалися результати минулого календарного року, що компанія не очікує від сьомої частини серії Call of Duty повторення успіху гри Call of Duty: Modern Warfare 2, оскільки в 2010 році у гри буде більше суперників. «Цього року конкуренція буде більш жорстокої і ми не сподіваємося повторити успіх Call of Duty: Modern Warfare 2. Втім, ми все одно покладаємо великі надії на нову гру, оскільки 2009 року армія шанувальників Call of Duty значно зросла», — заявив Гріффіт. Серед головних суперників називаються Medal Of Honor, Battlefield: Bad Company 2 та Halo: Reach.
19 лютого 2010 року на ігровому сайті VG247 розміщені нові подробиці про хід розробки гри. В цей раз стала доступна інформація про підбір акторів для озвучування Call Of Duty 7. Ця інформація також підтвердила існуючі раніше припущення про те, що нова частина серії Call of Duty буде пов'язана з В'єтнамом — в описі одного з головних героїв можна знайти згадку про його службу в цьому регіоні. Також з документа, що описує вимоги до голосів головних героїв, стали доступні їх імена та характеристики:
- Френк Барнс (англ. Frank Barnes) — загартований ветеран Другої світової війни, вік — близько 50 років. Американець. (вимоги до тембру голосу: схожість на голос Дж. К. Сіммонз, Джорджа Бейлі або Томмі Лі Джонса).
- Джозеф Льюїс (англ. Joseph Lewis) — наймолодший член команди Френка, був народжений та виріс в Новому Орлеані, вік — близько 30 років. Афроамериканець.
- Джейсон Хадсон (англ. Jason Hudson) — має понад 15 років вислуги в армійських підрозділах, користується великою довірою в ЦРУ, був народжений в Вашингтоні, вік — близько 35 років. европеоид.
- Христина Іванова (англ. Kristina Ivanova) — була народжена в Росії, під час Другої світової війни бігла з матір'ю в США. Відмінна успішність під час навчання в Єльському університеті привернула агентів по найму з ЦРУ, які побачили в ній великий потенціал в як агента ЦРУ. Відмінно володіє англійською та російським мовами. Вік — близько 30 років.

2 березня 2010 року Activision підтвердила, що 2010 року нову частину серії Call of Duty розробляє Treyarch, а 2011 року це буде не Infinity Ward, а Sledgehammer Games — зовсім нова студія. Водночас було також підтверджено, що завантажуваний контент для Call of Duty: Modern Warfare 2 розробляє Infinity Ward.
19 березня 2010 року стало відомо повна назва гри — Call of Duty 7: Black Ops. Також з'явилася додаткова інформація про гру:
- реліз гри запланований на листопад 2010 року (в квітні 2010 року стала відома точна дата виходу гри: 9 листопада 2010 року);
- часовий відрізок, в якому розвиваються події, знаходиться між другою світовою війною та нашими днями;
- деякі місії будуть проходити на Кубі і в Південній Америці, що натякає на те, що холодна війна та війна у В'єтнамі будуть фігурувати в сюжеті;
- в гру повернеться режим боротьби з зомбі з Call of Duty: World at War (більш знана як CoD 5), що має назву Nazi Zombies;
- у версію для Персональний комп'ютер повернуться виділені сервера.

3 квітня 2010 року з'явилася наступна порція інформації про підготовку до виходу гри. Вона була зібрана з форумів, на яких розробники з Treyarch спілкуються з гравцями (розробники уважно читають все, що їм пропонують як ідеї гравці). Стало відомо, що:
- в грі можливо з'являться серії вбивств (англ. killstreak rewards), що настроюються індивідуально для кожного створеного класу;
- нагороди за серії вбивств будуть зберігатися при смерті гравця, але вбивства, отримані при використанні цих серій, не будуть вноситися в залік для отримання наступної серії вбивств;
- розробникам з Treyarch не подобається перк командо, тому гравці навряд чи побачать його в Call of Duty 7: Black Ops;
- розробники намагалися ввести в гру керовану гравцем сторожову гармату (англ. Sentry Gun), але результат їх не задовольнив;
- як додаткова зброя можливо будуть доступні тільки пістолети та ракетниці, оскільки на думку розробників з Treyarch дробовики та автоматичні пістолети у вигляді додаткової зброї дають більшу перевагу використовує їх гравцеві перед тими, хто їх не використовує;
- можливо ніж також буде в списку додаткового зброї, тобто не буде доступний за замовчуванням, як це було в попередніх іграх Call of Duty;
- в грі не буде ядерного вибуху у вигляді нагороди за серію вбивств, оскільки розробникам не подобається нагорода, яка передчасно закінчує бій.

30 квітня 2010 року керівник студії Treyarch Марк Ламія (англ. Mark Lamia) повідомив, що в Call of Duty: Black Ops крім однокористувацького та багатокористувацького режими гри також з'явиться кооперативна гра, вперше представлена в серії Call of Duty в грі Call of Duty: World at War.
1 травня 2010 року мережа магазинів GameStop почала приймати попередні замовлення на Call of Duty: Black Ops. Сюрпризом став такий факт — в попередні замовлення недоступна версія гри для консолі Wii. Всі попередні ігри, які студія Treyarch розробляла для приставок сьомого покоління, виходили на всіх консолях: PlayStation 3, Xbox 360, Wii і також у версії для Персональний комп'ютер. 11 травня 2010 року компанія Activision заявила, що Call of Duty: Black Ops буде також доступна і для консолі Wii, версія для неї надійде в продаж у той же день, що і для інших консолей — 9 листопада 2010 року.
6 травня 2010 року Роберт Котик (англ. Robert Kotick) зазначив, що Call of Duty: Black Ops буде сюрпризом для мільйонів шанувальників ігор серії Call of Duty, а Томас Тіппл (англ. Thomas Tippl) додав, що гра надасть гравцям екстраординарні можливості в багатокористувацької грі.
10 травня 2010 року з'явилася інформація про те, що в грі буде присутній кооперативний режим для чотирьох гравців.
14 травня 2010 року студія Treyarch підтвердила, що у версії для Персональний комп'ютер буде використовуватися система виділених серверів.
16 травня 2010 року студія Treyarch поділилася черговою порцією інформації про свою гру:
- в деяких місіях гравець буде битися проти Північної В'єтнамської армії;
- гравець буде виступати в ролі бійця вкрай секретного загону, що формується з найкращих воїнів та знаходиться поза контролем системи;
- в гру повернеться транспорт, але не в тому вигляді, в якому він був представлений в Call of Duty: World at War;
- в грі буде присутній окремий кооперативний режим (представник Treyarch змінив тему розмови, коли в нього запитали чи буде це режим боротьби з зомбі, який користувався великою популярністю в Call of Duty: World at War);
- обговорюється можливість випуску мультиплеер бета-версії ігри;
- студія Treyarch приділяє особливу увагу до якості багатокористувацької гри і навіть відкрито визнала наявність помилок в Call of Duty: World at War, які так псували враження від мультиплеера;
- були внесені зміни в мережевий код, які дозволяють полегшити збір друзів в одній грі;
- розробка багатокористувацької гри була розпочата настільки рано, що деякі локації для одиночної гри були взяті з мультиплеер рівнів;
- нова система створення класів дозволить досягти абсолютно нового рівня персоналізації гравця: можна буде вибирати не тільки перки, але і змінювати зовнішній вигляд гравця.

14 червня 2010 року на виставці Electronic Entertainment Expo в Лос-Анджелесі представлений геймплей одиночної кампанії.
28 червня 2010 року опубліковані подробиці змін, які торкнулися графічної складової гри, також були розміщені скріншоти, Що дозволяють оцінити пророблені зміни:
- повністю перероблена система освітлення;
- в грі тепер використовуються потокові текстури, що дозволяє створювати великі рівні з відкритим простором та максимально деталізовані моделі гравців;
- великим змінам піддалася фізична модель.

9 серпня 2010 року вперше продемонстрований геймплей багатокористувацької гри.
23 серпня 2010 року представник студії Treyarch підтвердив, що для користувачів версії Call of Duty: Black Ops буде випущений редактор, який дозволить гравцям створювати моди для гри. Функціонал редактора описаний не був, але було сказано, що він стане доступний після офіційного виходу гри.
В одному з інтерв'ю на виставці Gamescom менеджер студії Treyarch по зв'язках з громадськістю Джош Олін (англ. Josh Olin) сказав, що Call of Duty: Black Ops — гра для дорослих, тому студія не намагалася заховати те, що насправді відбувається на війні. Ці подробиці занурюють гравця в атмосферу дії, керують його емоціями.
11 вересня 2010 року Activision та Treyarch оголосили, що ексклюзивним постачальником виділених ігрових серверів для гри Call of Duty: Black Ops буде компанія GameServers.
29 вересня 2010 року керівник студії Марк Ламія (англ. Mark Lamia) офіційно підтвердив, що режим боротьби з зомбі повернеться в гру.
30 вересня 2010 року в мережу потрапила інформація про список досягнень/трофеїв.
1 жовтня 2010 року студією Treyarch випущений окремий трейлер, присвячений можливостям персоналізації гравця.
5 жовтня 2010 року керівник студії Марк Ламія (англ. Mark Lamia) в інтерв'ю ресурсу GameTrailers розповів про тому, що Call of Duty: Black Ops підтримує 3D.
10 жовтня 2010 року анонсований новий трейлер, присвячений одиночної кампанії в грі Call of Duty: Black Ops. В анонсі йдеться, що трейлер буде показаний 11 жовтня 2010 року під час трансляції гри в американський футбол між командами Minnesota Vikings та New York Jets. Сам же трейлер був викладений на офіційному каналі YouTube серії ігор Call of Duty [Архівовано 12 серпня 2012 у Wayback Machine.] 6 жовтня 2010 року.
11 жовтня 2010 року на офіційному сайті серії ігор Call of Duty [Архівовано 11 грудня 2015 у Wayback Machine.] викладений матеріал про підготовку Prestige edition видання гри Call of Duty: Black Ops.
12 жовтня 2010 року на сайті G4TV [Архівовано 12 серпня 2012 у Wayback Machine.] викладено відеопрезентація мультиплеєрної карти під назвою «Джунглі» (англ. Jungle) з коментарями керівника студії Марка Ламії (англ. Mark Lamia).
14 жовтня 2010 року на офіційному сайті серії ігор Call of Duty викладено інтерв'ю з керівником розробки мультиплеера Call of Duty: Black Ops Девідом Вандерхааром (англ. David Vonderhaar), працюючим на іграми серії починаючи з Call of Duty 2: Big Red One. Девід розповів, що з першого дня початку розробки він був сфокусований лише на багато користувачів складової гри: система COD points, система завдань, система респаунів, користувальницький інтерфейс та багато чого іншого. Введення в гру COD Point було викликано бажанням дати гравцеві більший контроль над грою — гравець може купувати та зброя, яка йому подобається, а не те, яке йому відкривається автоматично при досягненні певного рівня. З введенням своєрідною валюти в грі необхідно було реалізувати механізми для можливості заробити цю валюту — звідси з'явилися матчі-ставки (англ. Wager Matches), в яких не можна грати командою, а кожний гравець грає сам за себе, борючись за приз у вигляді певної кількості COD Points, Девід так же зауважив, що розробники є великими шанувальниками покеру, що допомогло їм народити цю ідею. Більш велика кастомізація персонажів, — це те, що ігрове співтовариство просило протягом довгого часу, нарешті-таки була введена в Call of Duty: Black Ops.
15 жовтня 2010 року черговий епізод (епізод 410) на порталі GameTrailers практично повністю був присвячений грі Call of Duty: Black Ops. Були показані раніше не показані уривки відео з одиночної кампанії, відео про motion capture і була представлена ще одна карта для багатокористувацької гри — Гавана (англ. Havana).
17 жовтня 2010 року в додатковий випуск до епізоду 410 під назвою Bonus Round порталу GameTrailers, присвяченому грі Call of Duty: Black Ops, показали першу частину інтерв'ю з представниками студії Treyarch: Дейв Ентоні (англ. Dave Anthony), Джош Олін (англ. Josh Olin) і Девід Вандерхаар (англ. David Vonderhaar). Інтерв'ю вийшло дуже довгим, тому було розбито на 3 частини. У першій частині йшлося про трейлери, які студія випускала: що творці хотіли показати в тому чи іншому відео. Була порушена тема режиму боротьби з зомбі та принципи побудови одиночної кампанії гри. Решта 2 частини інтерв'ю викладені 24 і 31 жовтня відповідно.
19 жовтня 2010 року анонсовані системні вимоги до Персональний комп'ютер для гри Call of Duty: Black Ops. 21 жовтня 2010 року ця інформація була офіційно підтверджена представником студії Treyarch.
22 жовтня 2010 року на офіційному форумі гри розміщена інформація про кількість рівнів гравця та рівнів престижу. В Call of Duty: Black Ops максимальний рівень гравця — 50, максимальний рівень престижу — 15 (зображення емблем всіх 15 рівнів престижу опубліковані 11 листопада 2010 року).
26 жовтня 2010 року розкрито ім'я протагоніста ігри — Алекс Мейсон (англ. Alex Mason). Представник студії Treyarch розповів про те, що творці ігри хотіли, щоб гравець одразу ж проникся головним героєм та прив'язався до нього з самого початку. Так само було відзначено, що вперше в серії Call of Duty була пророблена така величезна робота над емоційної складової головного героя.
27 жовтня 2010 року в американському блозі Playstation [Архівовано 29 жовтня 2010 у Wayback Machine.] Джош Олін (англ. Josh Olin) опублікував статтю з деякими маловідомими фактами про підготовку до виходу грі стосовно консолі Playstation 3 (пізніше ця ж стаття була опублікована на офіційному сайті серії ігор Call of Duty):
- в режимі Split screen можливо грати в мережеву гру. Другий підключився гравець так же заробляє очки, переходить на нові рівні;
- користувальницькі ігри можуть бути максимально кастомізованих: для ігор можна визначити набір дозволених перков, зброї, обмеження по часу/очками. Створеними іграми можна ділитися з друзями та ігровим співтовариством;
- вбудований в гру новий список друзів дозволить переглядати ці про ігри, в які грали друзі, статистику, створені друзями режими ігор. Запрошення в команду так само можна відправити з інтерфейсу гри. Джош Олін стверджує, що процес запрошення друзів та входу в ігри друзів в Call of Duty: Black Ops буде найпростішим з усіх, що були раніше;
- у грі буде присутній можливість установки регіональних фільтрів: гравець може вибрати чи хоче він грати з будь-якими доступними гравцями, або тільки з тими, які перебувають найближче до нього. Вхід у вже йде гру так само поліпшений і буде максимально простим для користувача. Збирає команду людина має можливість виставити умови до приєднується гравцям: тільки на запрошення, тільки люди зі списку друзів, або взагалі закрити команду від додавання нових гравців;
- при переході від одного рівня престижу до іншого створені гравцем емблеми не скидаються і їх не потрібно буде створювати заново.

27 жовтня 2010 року опублікований повний список назв карт для багатокористувацької гри.
1 листопада 2010 року випущений ще один офіційний трейлер гри.
2 листопада 2010 року гра отримала рейтинг 18 від організації BBFC.
3 листопада 2010 року оголошено, що хедлайнером на заході (метою заходу було зібрати 1 000 000 доларів США, що в результаті та вдалося зробити) по збору коштів до фонду, створений Activision для допомоги у поверненні служили та воювали людей до нормального життя, виступить група Metallica.
4 листопада 2010 року на офіційному сайті серії ігор Call of Duty розміщено докладний опис нагороди за серію вбивств під назвою "Ракети " Валькірія "".
5 листопада 2010 року продемонстрований перший офіційний рекламний ролик з грою, в якому беруть участь артисти, а не нарізки з гри. У ролику беруть участь: Кобі Брайант та Джиммі Кіммел.
8 листопада 2010 року опублікована Агенда заходи офіційного запуску гри, проведеного в той же день, в Англії. Згідно з інформацією про захід воно буде тривати понад 5:00 і транслюватиметься в прямому ефірі на окремому сайті [Архівовано 28 грудня 2014 у Wayback Machine.].
8 листопада 2010 року опубліковано відео розпакування Hardened Edition версії гри Call of Duty: Black Ops.
8 листопада 2010 року викладено відео перших 13 хвилин проходження одиночної кампанії Call of Duty: Black Ops, під час якої група вбиває молодого Фіделя Кастро. Запис зроблено на камеру, а не безпосередньо з приставки. 10 листопада 2010 року кубинське видання Cubadebate розмістило статтю із засудженням цього епізоду в грі: «Те, що C.I.A. не вдалося зробити в реальному житті більш ніж за 50 років, вони тепер намагаються виконати віртуально. З одного боку вони вихваляють нелегальні спроби вбивства, сплановані та здійснені урядом США, а з іншого боку — стимулюють у дітей соціопатное поведінку».
9 листопада 2010 року гра Call of Duty: Black Ops поступила в продаж. У перші дні після початку продажів, гравці на платформі Персональний комп'ютер скаржилися на сильні лаги.
10 листопада 2010 року представники студії Treyarch заявили, що гравців, які будуть неодноразово спіймані на чітерство, будуть банити.
14 квітня 2011 року повідомлено, що в травні 2011 буде випущений редактор для створення власних рівнів для PC.
27 травня 2011 року в гру добавлена підтримка модов. Самі інструменти для створення модов випущені 28 червня 2011 року.
29 червня 2012 року оголошено, що гра стане доступна і для користувачів платформи Apple. Портуванням гри займається студія Aspyr Media (вже займалася створенням портів Call of Duty 2 та Call of Duty 4: Modern Warfare). Всі вийшли 4 доповнення до гри (карти для багатокористувацької гри і для режиму боротьби з зомбі) також будуть доступні для цієї платформи. Очікувана дата виходу — осінь 2012 року.

### Офіційний анонс
28 квітня 2010 року на сайті GameTrailers з'явилася інформація про те, що в п'ятницю 30 квітня 2010 року буде представлено офіційний анонс наступній частині серії Call of Duty.
30 квітня 2010 року став доступний офіційний сайт гри [Архівовано 16 липня 2013 у WebCite] і точна дата релізу: 9 листопада 2010 року. 1 травня 2010 року на офіційному сайті гри [Архівовано 16 липня 2013 у WebCite] був викладений дебютний трейлер ігри.
15 травня 2010 року менеджер студії Treyarch по зв'язках з громадськістю Джош Олін (англ. Josh Olin) оголосив, що офіційний трейлер, що розкриває суть гри і демонструє ігровий процес, буде показаний 18 травня 2010 року під час трансляції фіналу Східної конференції Національна баскетбольна асоціація на каналі ESPN. Спеціально для цієї презентації був приготований ще один відео ролик, який був викладений на порталі IGN.
18 травня 2010 року після демонстрації нового трейлера по каналу ESPN ролик був викладений на офіційному сайті гри [Архівовано 16 липня 2013 у WebCite].

#### Зброя в грі
Штурмові гвинтівки:
- L64/65[en]
- M16
- M14
- FAMAS
- Галіл (автомат)
- Steyr AUG
- FN FAL
- Автомат Калашникова (У грі позначається як АК-47)
- HK G11
- CAR-15 (Позначається як «Commando» в мультиплеєрі)
- АКМСУ (У грі позначається як АКС-74У)
- StG-44 (зустрічається суто в одиночній грі)
- Гвинтівка Мосіна (зустрічається суто в одиночній грі)

Пістолети-кулемети:
- MP5k
- Vz. 61 «Скорпіон»
- MAC-11
- Uzi
- MPL
- Spectre M4
- PM-63 RAK
- ОЦ-02 Кипарис
- MP-40 (зустрічається в одиночній грі і режимі «Зомбі-нацисти»)
- STEN (зустрічається суто в одиночній грі)
- ППШ-41 (зустрічається суто в одиночній грі)

Ручні кулемети:
- Heckler & Koch HK21
- РПК (Valmet M78)
- M60
- Stoner 63
- Кулемет MG-42 (зустрічається суто в одиночній грі)
- ДШКМ
- ГШГ (під назвою «Машина смерті»)
- M134 Minigun
- РПД (тільки в Nintendo DS версії)

Снайперські гвинтівки:
- Снайперська гвинтівка Драгунова
- Walther WA 2000
- L96A1
- Heckler & Koch PSG1
- Гвинтівка Мосіна з оптичним прицілом (зустрічається суто в одиночній грі)

Дробовики:
- Двоствольна рушниця Beretta 682[en] («Olympia»)
- Ithaca 37 Stakeout
- SPAS-12
- HS-10
- КС-23 (зустрічається суто в одиночній грі)
- 1887 (зустрічається суто в одиночній грі)

Пістолети та револьвери:
- ASP
- Кольт M1911
- Пістолет Макарова
- Colt Python
- Cz75
- ТТ (зустрічається суто в одиночній грі)
- Cz75 авто

Гранатомети:
- M72 LAW
- РПГ-7
- Стріла-3
- Чайна Лейк
- M202A1 FLASH (У грі як Жнець)
- Panzerschreck (зустрічається суто в одиночній грі)

Спеціальна зброя:
- балістичний ніж
- Арбалет
- ніж Боуї (зустрічається суто в режимі «Зомбі-нацисти»)
- Томагавк (сокира)
- Електроорудіе (доступно як таємна зброя місії «числа»)
- Ніж «Карамбе»

У грі достатньо багато історичних неточностей пов'язаних зі зброєю, наприклад багато з перерахованих вище видів були розроблені та випускалися набагато пізніше 60-х років XX століття, коли відбувається дія гри (KS-23, ASP, AUG, CZ75, G11, FAMAS, L96A1, MAC11, PSG1, SPAS-12, WA2000, «Кипарис», Галіль, Спектр, Стріла-3, M203, ДП-25, Olympia).
Також в грі є модулі на зброю: штурмової приціл, ІК приціл (інфрачервоний), коліматорний, глушники, приціли підвищеної кратності, збільшені та спарені магазини, підствольні модулі: дробовик, вогнемет та гранатомет.

#### Бета-версія
Менеджер студії Treyarch по зв'язках з громадськістю Джош Олін (англ. Josh Olin) неодноразово писав, що всі спекуляції на тему публічної бета-версії Call of Duty: Black Ops є вигадкою до тих пір поки він офіційно не заявить про існування планів на бета-версію. Але в день офіційного анонсу мультиплеер частини гри в мережі з'явилася інформація про те, що бета-версія таки існує, як доказ навіть був представлений скріншот, на якому відображено процес скачування файлу бета-версії. В той же день представник Activision заявив, що ці чутки не відповідають дійсності, але ніяк не прокоментував скріншот, на якому видно завантажуються демо версію.

#### Демо версія
1 березня 2010 року демо версія одиночної кампанії гри Call of Duty: Black Ops викладена в XBox Live, версія для консолі Playstation 3 стала доступна для скачування трохи пізніше в той же день.

## Сюжет
Дія гри розгортається в часи Холодної війни. Головний герой Алекс Мейсон 25 лютого 1968 року приходить до тями в напівтемній кімнаті для допитів. Він не знає, де знаходиться і не пам'ятає, що відбулося до цього. Невідомі люди ставлять йому питання про розташування деякої номерної радіостанції і цифр, які він постійно бачить і чує. Поступово пам'ять починає повертатись до Мейсона. Більша частина гри представлена у вигляді спогадів Мейсона про події, що відбулися з 1961 по 1968 роки.
1961 рік. Агенти Мейсон, Вудс і Боумен прибувають на Кубу з метою ліквідації Фіделя Кастро під час операції в затоці Свиней. Команда успішно виконує завдання, але на зворотному шляху Мейсон потрапляє до полону. Цілий і неушкоджений Кастро пояснює агентові, що той насправді вбив його двійника і передає Мейсона своєму радянському союзникові — генералові Микиті Драговичу.
Драгович відправляє Мейсона в концтабір на Воркуті, де використовує його в якості піддослідного в секретному експерименті. В таборі Мейсон знайомиться з Віктором Рєзновим, колишнім офіцером Червоної Армії. Віктор, який також знає Драговича, розповідає Мейсонові свою історію.
Жовтень 1945 року. Радянське командування відправляє в район Північного полярного кола спецпідрозділ під командуванням Драговича і його помічника Лева Кравченка з метою знайти і захопити в полон нацистського вченого Фрідріха Штайнера, що працює над створенням зброї масового знищення. В операції беруть участь Рєзнов і Дмитро Петренко (Відсилка до Дмитра Петренка — головного героя Call of Duty: World at War радянської компаній, а Резнов головно командувач бригади, хоча в Black Ops він представлений як капітан а в останній місій Call of Duty: World at War він представлений як сержант). Радянські солдати атакують німецький корабель, що застряг у льоду. Їм перешкоджає загін СС. Але їм вдається захопити Штайнера разом із його зброєю — високотоксичним отруюючим газом «Нова-6». Несподівано виявляється, що Драгович — зрадник і змовився зі Штайнером. Щоб позбутися свідків, він тестує виріб Штайнера на власних солдатах. Петренко гине, така ж доля очікує і Рєзнова, але несподівано на корабель нападають британські коммандос. У результаті Рєзнову вдається затопити корабель разом із «Новою-6», але його ловлять і відправляють у табір на Воркуті.
В таборі Мейсон і Рєзнов влаштовують повстання в'язнів і здійснюють втечу. Намагаючись затримати переслідувачів, Рєзнов зникає, а Мейсон успішно тікає з табору.
Через місяць він зустрічається в Пентагоні з президентом США Джоном Кеннеді, який дає дозвіл на ліквідацію Драговича. Під час розмови з президентом Мейсон відчуває галюцинації, йому здається, що він повинен убити Кеннеді, але Мейсон стримується.
17 листопада 1963 року. Мейсона, Вудса і Боумена відправляють у Казахстан, на Байконур для знищення радянської космічної програми та німецьких учених, що отримали прихисток в СРСР. Під час операції агент ЦРУ Григорій Вівер потрапляє в полон і виявляється, що на космодромі знаходяться Драгович і Кравченко. Команда рятує Вівера і знищує ракету «Союз-2», але Драговичу і Кравченко вдається втекти.
Минає 5 років. 1968 рік. У складі спецпідрозділу для спостереження за участю СРСР у В'єтнамській війні Мейсон, Вудс, Боумен і куратор Мейсона в ЦРУ Джейсон Хадсон беруть участь в обороні Кхесані. Під час Тетського наступу агенти вирушають в Хюе для зустрічі з російським перебіжчиком, який має інформацію про Драговича. Перебіжчиком виявляється Віктор Рєзнов.
Виявляється, що Драгович планує за допомогою «Нови-6» завдати удару по США. Підготовкою до нападу займається Кравченко, який на території В'єтнаму випробовує зразки отруюючого газу на мирному населенні. Після того, як американські війська збивають радянський літак, що перевозив «Нову-6» над територією Лаоса, туди вирушають Мейсон, Вудс і Боумен. Операція не вдається: на місці аварії літака «Нову-6» знайти не вдається, а команду захоплюють у полон в'єтконговці.
У цей час Хадсон і Вівер у Коулуні, Гонконг знаходять і допитують доктора Кларка, який разом зі Штайнером створив «Нову-6». Той розповідає, що Штайнер виробляє «Нову-6» на секретній фабриці в горах Ямантау. На агентів нападають люди Драговича, в бою з якими Кларк гине. Загін Хадсона вирушає в Ямантау, де на фабриці отримує сигнал від Штайнера. Той повідомляє, що знаходиться в лабораторії на острові Відродження в Аральському морі. Драгович замітає сліди, вбиваючи всіх, хто має відношення до проєкту «Нова-6» і Штайнер згоден співпрацювати з ЦРУ в обмін на безпеку.
Тим часом у в'єтнамському полоні гине Боумен. Вудс і Мейсон здійснюють втечу, захоплюють вертоліт і висаджуються на базі Кравченко, що розташована в джунглях. Під час атаки на базу Мейсон звільняє в'язнів, що там знаходяться. Одним із них виявляється Віктор Рєзнов. На командному пункті бази Вудс і Мейсон вступають у сутичку із Кравченко. Той намагається підірвати себе і агентів гранатою, але Вудс, жертвуючи собою, рятує Мейсона. Дізнавшись про місцезнаходження Штайнера, Мейсон і Рєзнов вирушають на Острів Відродження.
На острові Відродження події досягають кульмінації. Лабораторію атакують одночасно загін Хадсона з одного боку і Мейсон із Рєзновим з іншого. Метою і тих і інших є Штайнер. Мейсон встигає дістатись до вченого першим. Після короткої розмови Рєзнов убиває Штайнера. У цей же час Хадсон, що спізнився на декілька хвилин, бачить зовсім іншу картину: Мейсон, поруч із яким нікого нема, сам убиває Штайнера. Хадсон та Вівер обеззброюють Мейсона і поміщають його в кімнаті для допитів. Накачавши спеціальними препаратами, вони змушують його прослуховувати числові послідовності. Визволившись від допиту, він дізнається що Резнов загинув під час втечі з табору 5 років тому, потім Мейсон згадав судно («Русалка»), причетне до станцій чисел. Тоді загін з Мейсоном терміново полетів до судна де отримали супротив, але під самим судном знайшли ту саму станцію. Там же був генерал Драгович де він захлипнувся від рук Мейсона, а на поверхні чекала морська бригада, на чому місія буде завершена.